# Adolf Diekmann

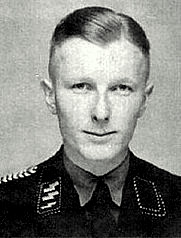
Adolf Diekmann

Adolf Diekmann (* 18. Dezember 1914 in Magdeburg; † 29. Juni 1944 in der Normandie) war ein deutscher Offizier der Waffen-SS, zuletzt im Range eines SS-Sturmbannführers (SS-Nummer 309.894). Ihm wird eine wesentliche Beteiligung am Massaker von Oradour zugeschrieben.
Adolf Diekmann trat zum 1. April 1933 der NSDAP bei (Mitgliedsnummer 1.752.411). Vor dem Kriegseinsatz war er Dozent an SS-Junkerschulen. Im Sommer 1944 kommandierte er das 1. Bataillon des zur 2. SS-Panzer-Division „Das Reich“ gehörenden Panzergrenadier-Regiments „Der Führer“. In dieser Eigenschaft befahl er am 10. Juni 1944, als Vergeltung für die Ermordung von Helmut Kämpfe, die Ermordung der Bewohner des Dorfes Oradour-sur-Glane bei Limoges (Frankreich); 643 Menschen, darunter 207 Kinder und 254 Frauen, kamen dabei ums Leben.
Auch aufgrund von Protesten seitens Feldmarschall Erwin Rommels und der Vichy-Regierung wurde durch die SS ein Untersuchungsverfahren eingeleitet. Da Diekmann sowie die meisten anderen Beteiligten des Massakers kurze Zeit später im Kampf fielen, wurde das Verfahren eingestellt.
Adolf Diekmann fiel am 29. Juni bei der Operation Overlord in der Normandie im Gefecht. Sein Grab befindet sich in La Cambe.
In den späteren Berichten und Gerichtsprozessen über Oradour-sur-Glane wurde er häufig als „Otto Diekmann“ bezeichnet, was aber auf eine Verwechslung mit dem Vornamen eines weiteren Beschuldigten, Otto Kahn, zurückzuführen ist.